# Турбин, Евгений Андреевич
Евге́ний Андре́евич Турби́н (род. 10 сентября 1979, Москва — российский футбольный судья, имеет всероссийскую категорию. Обслуживал матчи чемпионата России.

## Карьера
Судейскую карьеру Евгений Турбин начал в 2001 году, работая линейным арбитром во втором дивизионе. Затем он работал лайнсменом на матчах турнира дублёров и Кубка России. В 2003 Турбин стал главным арбитром на матчах второго дивизиона, а в 2006 — первого.
В Премьер-лиге в качестве главного арбитра дебютировал 7 ноября 2009 года, в матче 28-го тура «Химки» — «Томь». Встреча завершилась победой гостей 3:1, Турбин показал четыре жёлтые карточки игрокам хозяев.
12 июля 2024 года отработал свой последний матч в качестве судьи в товарищеской встрече между московскими клубами «Динамо» и «Спартак» (1:1). Арбитр обслуживал матчи на высшем уровне с сезона-2004/05, в общей сложности Турбин отсудил 100 игр в чемпионате России.